# Nagy maréna
A nagy maréna vagy vándormaréna (Coregonus lavaretus) a sugarasúszójú halak (Actinopterygii) osztályához, ezen belül a lazacalakúak (Salmoniformes) rendjéhez és a lazacfélék (Salmonidae) családjához tartozó faj.

## Előfordulása
A nagy maréna élőhelye a Brit-szigetek („Powan”), az Alpok és az előhegyek tavai („Blaufelchen”), a Balti-tenger („Ostseeschnäppel”) és a beömlő folyók (például „Madüsse-Maräne”); Skandináviától Szibériáig. Magyarországon ritka vendég (Rajkától Budapestig).

## Alfajai
- Coregonus lavaretus baeri Kessler, 1864 vagy Coregonus baerii néven önálló faj Oroszországban
- Coregonus lavaretus baicalensis Dybowski, 1874
- Coregonus lavaretus lavaretus (Linnaeus, 1758)

## Megjelenése
Alakja: A hal teste alfajonként változóan karcsú, heringszerű, kis fejjel és hegyes, néha erősen megnyúlt orral. Pikkelyei nagyobbak, mint a lazacformáké, oldalvonala teljes. Szűk szájnyílása a szem elülső szegélyéig ér, és alfajonként változóan végállású vagy alsó állású. Az első kopoltyúíven 25-39 (többnyire 30-34) hosszú, sűrűn álló kopoltyútüske van.
Színezete': Háta kékeszöld vagy sötétzöld, oldalai és a hasoldal a fehértől az ezüstösen csillogóig változik.
Mérete: A táplálékban szegény tavakban élő törpe alakok 10-12 centiméter hosszúak; átlagos testhossza 30-50 centiméter, maximum 60 centiméter.

## Életmódja
Tápláléka planktonrákok, rovarlárvák, fiatal halak, halikra, talajférgek és puhatestűek.

## Szaporodása
A vándoralakok ívni a sekély tengeröblökbe és a folyók alsó szakaszára vonulnak. Az ívás szeptember–december között zajlik. A tengerlakó példányok is felúszhatnak ívni a beömlő folyókba. A Boden-tóban élők nagy mélységben, a nyílt vízben ívnak többnyire december közepe táján. A szibériai folyókból állandó törpe alakok ismertek.